# Łyżwiarz

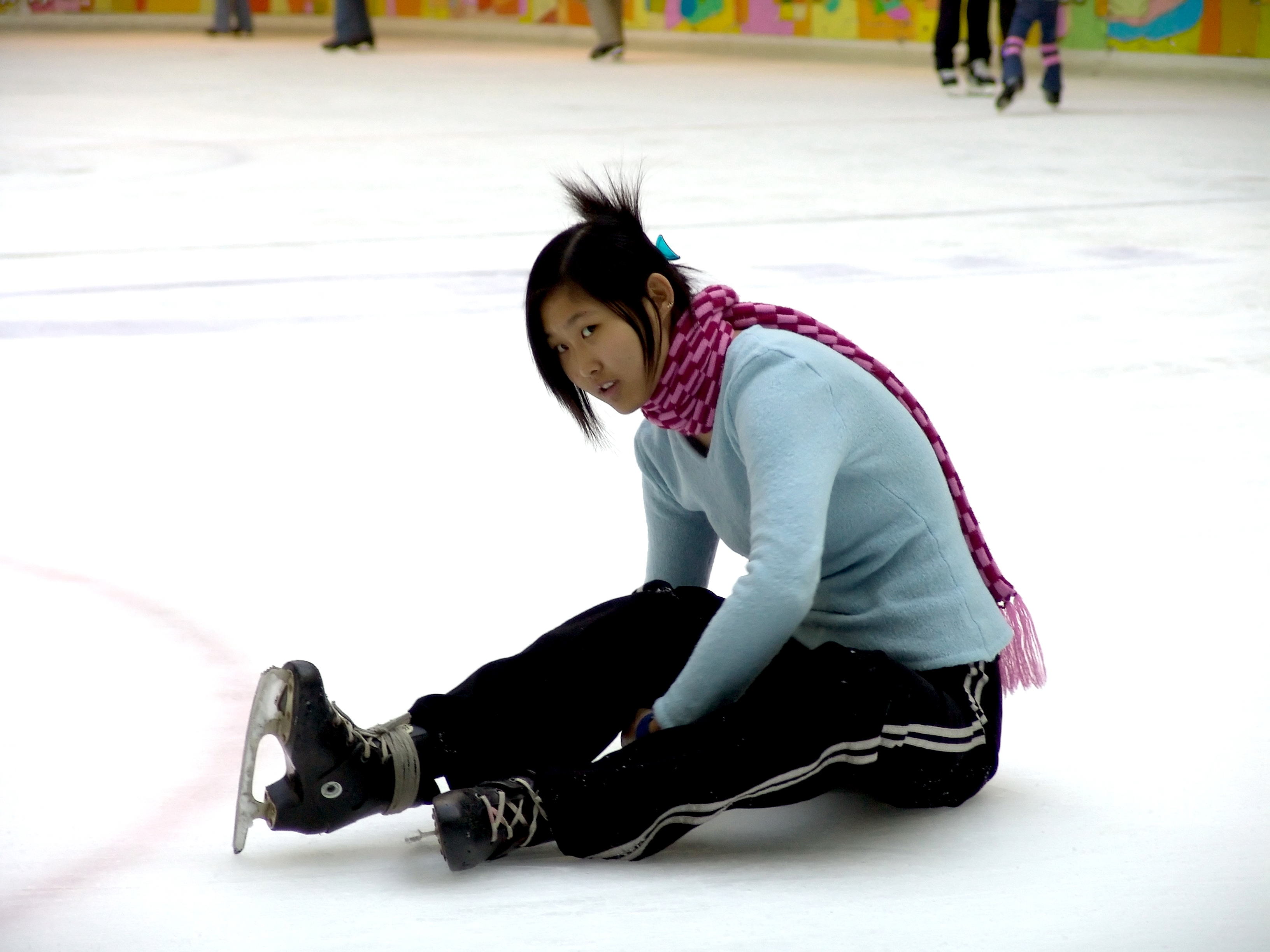
Łyżwiarka na lodowisku

Łyżwiarz – osoba poruszająca się na łyżwach po tafli lodu, zwanej lodowiskiem, bądź osoba uprawiająca łyżwiarstwo. Łyżwiarz porusza się tak samo jak wrotkarz, a jedyną różnicą w sposobie jazdy jest specjalne obuwie, jak i powierzchnia po której się porusza. Ze względu na różne dziedziny łyżwiarstwa, wśród łyżwiarzy zawodowych można wyróżnić m.in. łyżwiarzy figurowych wraz z tanecznymi i synchronicznymi, wyścigowych oraz hokeistów